# Едуард М. Лърнър
Едуард М. Лърнър (на английски: Edward M. Lerner) е американски учен физик и писател на произведения в жанра научна фантастика, техно-трилър и популярна литература.

## Биография и творчество
Едуард М. Лърнър е роден на 22 юни 1949 г. Чикаго, Илинойс, САЩ. Завършва Университета на Илинойс в Урбана-Шампейн с бакалавърска степен по физика през 1971 г., а през 1973 г. с магистърска степен по компютърни науки.
След дипломирането си в периода 1978 – 1978 г. работи като компютърен специалист в „Bell Labs“ по телефонните системи и дизайн за ултра надеждност. После се премества в „Honeywell“ където до 1985 г. работи като надзорник по автоматизирани системи за контрол, като същевременно през 1982 г. завършва с магистърска степен по маркетинг и статистика.
В почивните си дни започва да пише. През 1991 г. е издаден първият му роман „Probe“, който е повлиян от впечатленията от работата му.
В следващите години се отдава предимно на работата си в „Hughes Aircraft“ по проект на НАСА. През 1989 г. напуска работата си и се посвещава на писателската си кариера, като публикува разкази в списания за научна фантастика. През 2001 г. разказът му „Grandpa?“ е екранизиран в краткия филм „The Grandfather Paradox“ получил награда за научнофантастичен филм.
В периода 2001 – 2003 г. отново се връща към инженерната си специалност и работи като групов ръководител към „AT&T“, а през 2003 – 2004 г. като програмен мениджър към „Northrop Grumman“.
Писането обаче го влече повече и през 2004 г. напуска и продължава да пише. Вторият му роман „Moonstruck“ е публикуван през 2005 г.
Известно време работи съвместно с писателя Лари Нивън по общи разкази и поредици. Многократно е номиниран за различни награди.
Едуард М. Лърнър живее със семейството си в Уинчестър, Вирджиния.

## Произведения

### Самостоятелни романи
- Probe (1991)
- Moonstruck (2005)
- Fools' Experiments (2008)
- Small Miracles (2009)
- Countdown to Armageddon (2010)
- Energized (2012)
- Fools' Experimants (2015)

### Серия „Познатият космос“ (Known Space) – сЛари Нивън
преработена серия на Лари Нивън
1. Fleet of Worlds (2007)
2. Juggler of Worlds (2008)
3. Destroyer of Worlds (2009)
4. Betrayer of Worlds (2010)

### Серия „Междузвездна мрежа“ (InterstellarNet)
1. InterstellarNet: Origins (2010)
2. InterstellarNet: New Order (2010)
3. InterstellarNet: Enigma (2015)

### Серия „Междузвездна мрежа: Неизвестност“ (InterstellarNet: Enigma)
1. The Matthews Conundrum (2015)
2. Championship B'tok (2015)
3. The Xool Emergence (2015)
4. The Xool Resistance (2015)
5. War Against the Xool (2015)

### Участие в общи серии с други писатели

#### Серия „Пръстенов свят“ (Ringworld)
5. Fate of Worlds (2012) – с Лари Нивън
от серията има още 00 романа от различни автори

### Новели
- Countown to Armageddon (2012)
- A Time Foreclosed (2013)

### Разкази
- What a Piece of Work Is Man (1991)
- Grandpa? (2001)
- Settlement (2001)
- Iniquitous Computing (2002)
- A Matter of Perspective (2003)
- By the Rules (2003)
- Better the Devil You Know (2005)
- The Day of the RFIDs (2005)
- Two Kinds of People (2005)
- Catch a Falling Star (2006)
- Great Minds (2006)
- A Stranger in Paradise (2007)
- Chance of Storms (2007)
- At the Watering Hole (2007)
- Inside the Box (2008)
- The Night of the RFIDs (2008)
- Small Business (2009)
- No GUTs, No Glory (2009)
- A Time for Heroes (2010)
- Fleet of Worlds (excerpt) (2010) – с Лари Нивън
- Juggler of Worlds (2010) – с Лари Нивън
- Betrayer of Worlds (2010) – с Лари Нивън
- Blessed Are the Bleak (2011)
- RSVP (2012)
- Tour de Force (2013)
- Time Out (2013)
- A Case of Identity (2015)
- Soap Opera (2016)

### Сборници
- Creative Destruction (2006)
- A Stranger in Paradise (2012)
- Frontiers of Space, Time and Thought (2012)